# Wirtschaftsgebäude

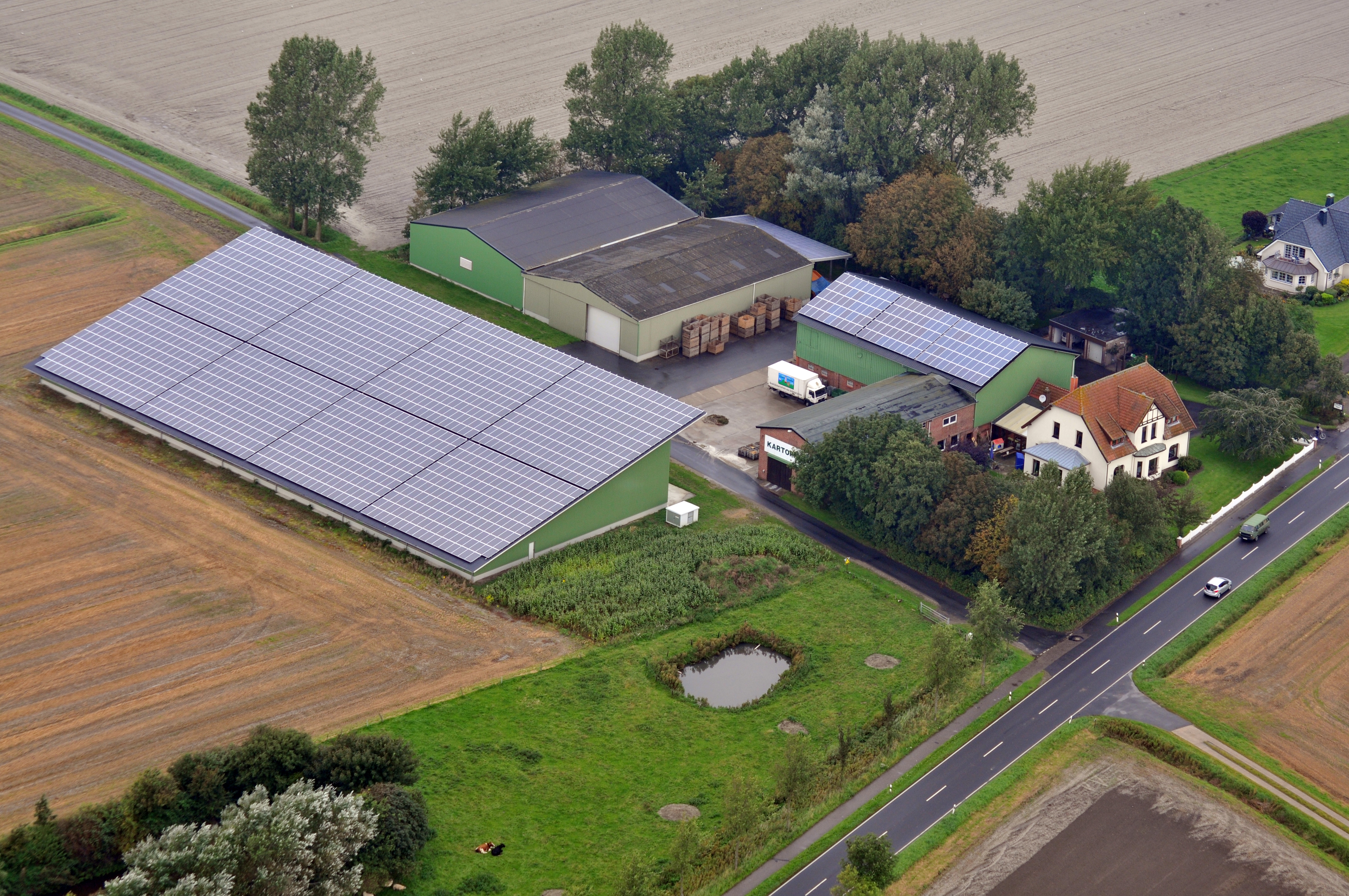
Bauernhof mit Wirtschaftsgebäuden in Schleswig-Holstein

Als Wirtschaftsgebäude, in der Schweiz vorwiegend, auch amtlich, als Ökonomiegebäude bezeichnet, gelten in der Regel Gebäude in einem Anwesen, die nicht zum Bewohnen, sondern für Zwecke des Wirtschaftens gedacht sind. Gewerbe-Bauten werden jedoch nicht dazu gezählt.

## Landwirtschaftliche Wirtschaftsgebäude
In einem landwirtschaftlichen Anwesen ist bei allen Gebäuden, außer dem Wohnhaus und dem Auszugshaus, von einem Wirtschaftsgebäude die Rede. Der Begriff wird auch heute noch oft auch bei Neubauten von Scheunen, Ställen, Remisen und Unterständen verwendet, insbesondere im behördlichen Umfeld (Raumplanung, Baubewilligungsverfahren).
Bei einem in ein Bauernhaus integrierten Stall (Wohnstallhaus) oder einer Scheune sind die Bezeichnungen Ökonomieteil bzw. Wirtschaftsteil korrekt.

## Herrschaftliche Wirtschaftsgebäude
In einem herrschaftlichen Anwesen gelten das Hauptgebäude, das als Wohnsitz der Herrschaften diente, sowie Kavaliers-, Lust- und Gartenhäuser und Bauten zur Befestigung des Anwesens, nicht als Wirtschaftsgebäude. Nicht nur Gebäude für die Nutztiere, den Fuhrpark, Speicher und Waschhaus galten als Wirtschaftsgebäude, auch das Gesindehaus zählte dazu.

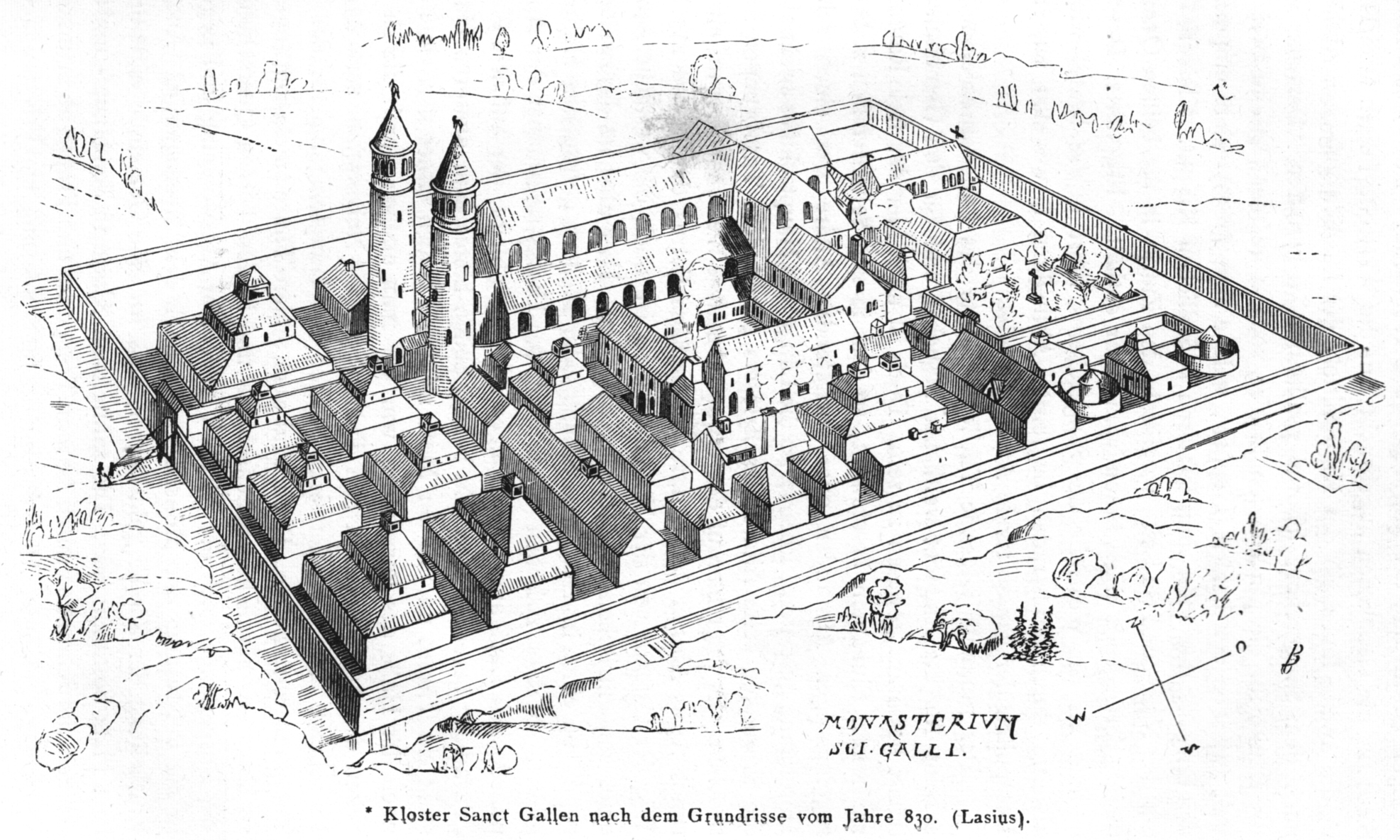
Rekonstruktion eines Teils des St. Galler Klosterplans mit Basilika, Kreuzgang, Garten und zahlreichen Wirtschaftsgebäuden (1876)

## Klösterliche Wirtschaftsgebäude
In Klöstern gelten Gebäude, die keine sakrale Funktion haben oder dem Studium dienen, wie Bibliotheken und Skriptorien, und die nicht zum Wohnen bestimmt sind, als Wirtschaftsgebäude.